# Murbeckska stiftelsen
Murbeckska stiftelsen är en stiftelse med ursprung i den Fattig cassa som Peter Murbeck grundade i Stockholm 1747.
Den fick senare namnet Murbecks inrättning för fattiga flickor och sysslade främst med barnhemsverksamhet, i syfte att utbilda fattiga flickor till tjänstefolk. 1920 övergick den under nytt namn till att ge understöd åt äldre kvinnor i Stockholm som fyllt 60 år eller led av svår sjuklighet och inte klarade av att försörja sig själva men inte åtnjöt fattigunderstöd.